# جورجیا بل
جورجیا بل (انگلیسی: Georgia Bell؛ زادهٔ ۱۷ اکتبر ۱۹۹۳) دونده زن دو نیمه‌استقامت اهل بریتانیا است.